# Tamda
Tamda (en àrab تامدة, Tāmda; en amazic ⵜⴰⵎⴷⴰ) és una comuna rural de la província de Sidi Bennour, a la regió de Casablanca-Settat, al Marroc. Segons el cens de 2014 tenia una població total de 9.750 persones.